# عثمان‌اوغلو (مرزیفون)
عثمان‌اوغلو (به ترکی استانبولی: Osmanoğlu) یک منطقهٔ مسکونی در ترکیه است که در مرزیفون واقع شده‌است.